# 干冲区
干冲区，位于海南省洋浦经济开发区。2009年3月，原干冲区、新英湾区和新都区三区合并为新干冲区。2015年1月新干冲区分设干冲区和新英湾区。

## 行政概况
干冲区 辖8个社区：洋浦社区、儒兰社区、新兴社区、夏兰社区、春鸣社区、海勤社区、南便社区、东临社区。

## 邮政
- 洋浦干冲邮政支局

## 学校
- 洋浦实验学校
- 洋浦中学